# جيم جونستون (لاعب كرة قدم أمريكية)
جيم جونستون (بالإنجليزية: Jim Johnston)‏ هو لاعب كرة قدم أمريكية أمريكي، ولد في 16 أبريل 1917 في بارما في الولايات المتحدة، وتوفي في 27 نوفمبر 1973 في كالدويل في الولايات المتحدة.

## وصلات خارجية
- جيم جونستون على موقع مرجع كرة القدم المحترفة.كوم (الإنجليزية)